# Ørsted
Ørsted – pierwszy duński sztuczny satelita Ziemi, satelita naukowy do badań geofizycznych. Nazwa pochodzi od nazwiska duńskiego fizyka Hansa Christiana Ørsteda.

## Budowa i działanie
Statek został zbudowany przez konsorcjum duńskich przedsiębiorców. Głównym wykonawcą było Computer Resources International, przejęte jeszcze przed wyniesieniem satelity przez Terma A/S. Kontrola nad statkiem była prowadzona przy współpracy ze zleceniodawcami misji: Duńskim Instytutem Meteorologicznym i Duńskim Instytutem Badań Kosmicznych.
Statek miał kształt prostopadłościanu, niemal całkowicie pokrytego ogniwami słonecznymi. Zużywał do 54 W energii elektrycznej.
Celem misji naukowej satelity było mapowanie ziemskiego pola magnetycznego i pomiar dynamiki jego zmian. Zebrane dane pozwoliły na zmierzenie tempa migracji biegunów magnetycznych. Prace to opisujące trafiły na okładki wpływowych pisma naukowych, jak „Geophysical Research Letters”, „Nature”, czy „Eos”.
Miał być pierwszym statkiem w ramach anulowanego duńskiego programu małych satelitów.

### Instrumenty naukowe
Trzema głównymi instrumentami były:
- magnetometr Overhauser – umieszczony był na 8-metrowym wysięgniku,
- magnetometr CSC typu fluxgate – umieszczony bliżej korpusu satelity w tzw. gondoli,
- szukacz gwiazd – do określania orientacji przestrzennej statku i magnetometru CSC.

Trzy pozostałe umieszczone były w korpusie satelity:
- detektor cząstek naładowanych,
- odbiornik GPS BlackJack, opracowany przez JPL NASA, do dokładnego pomiaru położenia satelity,
- zapasowy odbiornik GPS Trimble TANS.

## Przebieg misji
W 2010 roku satelita bezpiecznie minął fragmenty satelitów Iridium i Kosmos w odległości 500 metrów.